# Heterosexualitat obligatòria

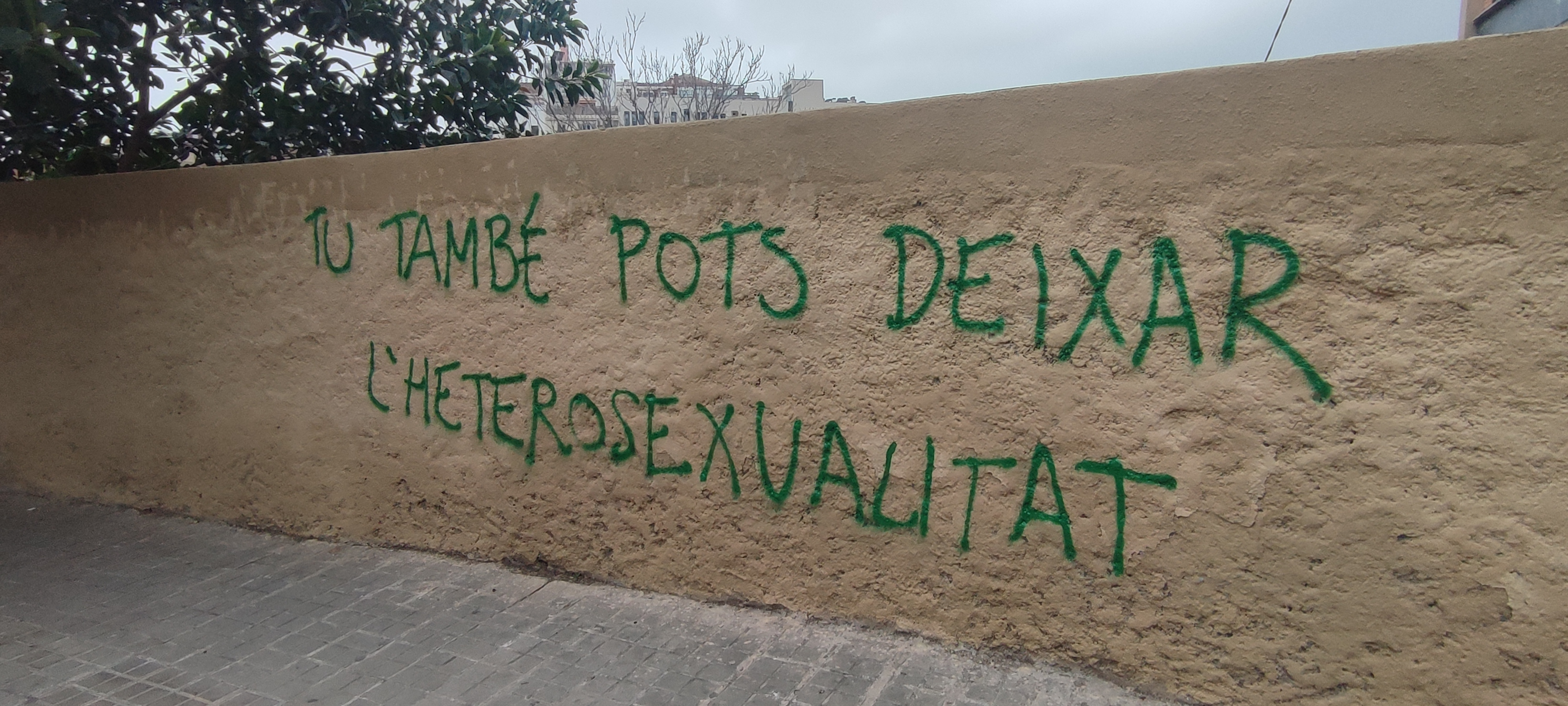
Grafit a Vallcarca i els Penitents contra l'heterosexualitat obligatòria.

L'heterosexualitat obligatòria es refereix a la concepció social que l'heterosexualitat és la inclinació natural dels éssers humans i que, per tant, pot ser adoptada de manera independent de les possibles preferències sexuals de cada persona. Per consegüent, qualsevol que difereixi d'aquesta orientació és considerat desviat i depravat. És una idea assumida i reforçada per la societat patriarcal.
Adrienne Rich va popularitzar el terme en els anys 1980 amb el seu assaig Heterosexualitat obligatòria i existència lesbiana. Hi denunciava els biaixos del feminisme quan relegava el lesbianisme, igual que feia amb els feminismes negres, a “un fenomen marginal o menys natural, com una mera preferència sexual o com una imatge especular de les relacions heterosexuals o homosexuals masculines”. L'anàlisi feminista de l'època no només no qüestionava l'heterosexualitat com una institució que constituïa un altre eix d'opressió, sinó que assumia que les dones eren naturalment heterosexuals. A més, argumentava que aquesta assumpció respon en realitat a una homofòbia heretada de preceptes religiosos, mèdics, econòmics i socials tradicionals.
D'altra banda, Adrienne Rich analitza com dels pocs estudis que abordaven el lesbianisme, alguns tendien a donar una explicació al mateix, però sense donar-la a l'heterosexualitat, partint de la premissa que l'heterosexualitat és natural i necessària i no necessita explicació. Uns altres simplement incloïen la sexualitat lesbiana sota l'homosexualitat masculina, invisibilitzant les particularitats de les dones lesbianes. A més, freqüentment s'assumia que el lesbianisme era una opció escollida després d'un rebuig als homes o a relacions insatisfactòries amb aquests.
A més, afegeix que l'heterosexualitat és un requisit per a les dones al món laboral, on s'enfronten constantment a assetjament sexual, fent que un comportament heterosexual afable davant l'assetjament dels homes es converteixi en un requisit per mantenir el lloc de treball.
Encara que en un primer moment el concepte d'heterosexualitat obligatòria va ser concebut amb relació a la situació de les dones lesbianes, avui dia s'utilitza igualment per referir-se a com els homes homosexuals s'enfronten a la presumpció d'heterosexualitat per part de la societat.